# Miki Berkovich

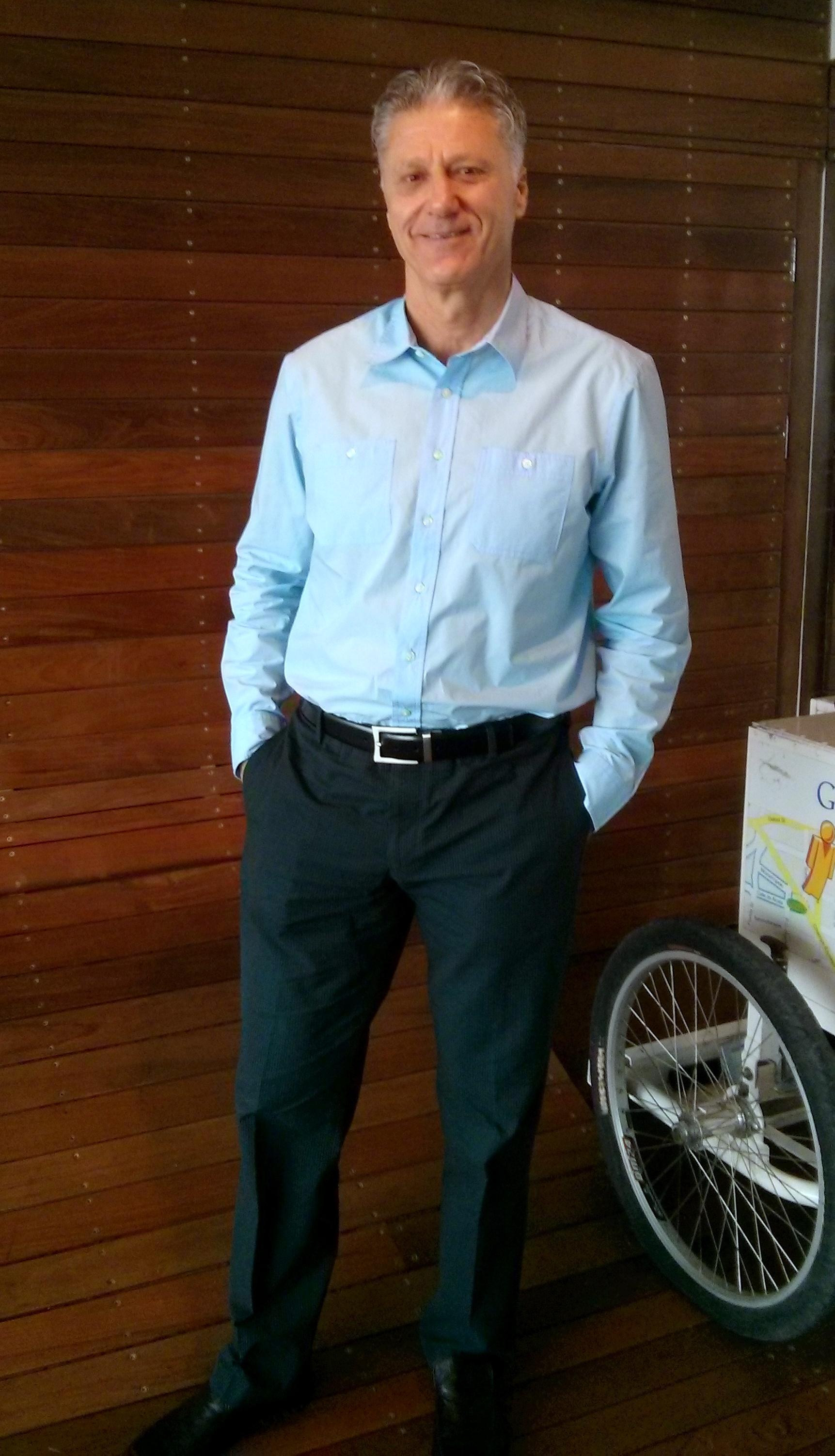
Miki Berkowitz

Miki Berkovich (Hebreeuws: מיקי ברקוביץ') (Kfar Sava, 19 september 1954) is een voormalig basketbalspeler uit Israël, die wordt gezien als een van de beste basketballers die het land voortbracht.
Berkovich speelde lang voor Maccabi Tel Aviv BC, van 1965 — toen hij tot het juniorenteam toetrad — tot 1988, uitgezonderd 1975 toen hij een jaar college-basketbal speelde in de Verenigde Staten. Na 1988 speelde hij nog voor Maccabi Rishon LeZion BC, Hapoel Jeruzalem BC en Hapoel Tel Aviv BC, totdat hij in 1995 stopte met professioneel basketbal.
In de jaren tachtig had Berkovich aanbiedingen van Atlanta Hawks en New Jersey Nets om in de NBA te komen spelen, maar zijn lopende contract met Maccabi verhinderde dat.

## Clubs
- 1971-1975 Maccabi Tel Aviv BC
- 1975-1976 Nevada College (NCAA)
- 1976-1988 Maccabi Tel Aviv BC
- 1988-1993 Maccabi Rishon LeZion BC
- 1993-1994 Hapoel Jeruzalem BC
- 1994-1995 Hapoel Tel Aviv BC